# Березівка (Люблінське воєводство)
Березівка (пол. Berezówka, Березувка) — село в Польщі, у гміні Залесе Більського повіту Люблінського воєводства. Населення — 165 осіб (2011).

## Історія
За даними етнографічної експедиції 1869—1870 років під керівництвом Павла Чубинського, у селі Березівці та на фільварку переважно проживали греко-католики, які розмовляли українською мовою.
У міжвоєнні 1918—1939 роки польська влада в рамках великої акції руйнування українських храмів на Холмщині і Підляшші перетворила місцеву православну церкву на школу.
Як звітував командир сотні УПА Іван Романечко («Ярий») у червні 1946 року, у село майже щоночі заходила польська банда, яка грабувала та била українців і казала їм виїжджати «за Буг».
У 1975—1998 роках село належало до Білопідляського воєводства.

## Населення
Демографічна структура станом на 31 березня 2011 року:
|          | Загалом | Допрацездатний вік | Працездатний вік | Постпрацездатний вік |
| -------- | ------- | ------------------ | ---------------- | -------------------- |
| Чоловіки | 80      | 15                 | 63               | 2                    |
| Жінки    | 85      | 12                 | 50               | 23                   |
| Разом    | 165     | 27                 | 113              | 25                   |